# Basket Trapani 2003-2004
Questa voce raccoglie le informazioni riguardanti il Basket Trapani nelle competizioni ufficiali della stagione 2003-2004.

## Verdetti stagionali
Competizioni nazionali
- Serie B d'Ecc.:

stagione regolare: 2ª su 16 squadre nel Girone B;
Play-off: Finale spareggio;

## Stagione
Il Basket Trapani 2003-2004 ha preso parte al campionato di Serie B d'Eccellenza.
Si è classificato al 2º posto nel serie B1 Girone B 2003-04, eliminata finale spareggio play-off dalla Tris Rieti. Ripescata in A2.

## Divise di gioco
Il fornitore ufficiale di materiale tecnico per la stagione 2003-2004 è Macron.
| Casa | Trasferta |

## Organigramma societario
Area dirigenziale
- Presidente: Andrea Magaddino
- General manager: Giuseppe Grasso

Area tecnica
- Allenatore: Tony Trullo
- Vice allenatore: Flavio Priulla
- Preparatore atletico: Oscar Tipa

## Roster
| Basket Trapani 2003-2004 | Basket Trapani 2003-2004 |
| Giocatori                | Staff tecnico            |
| ------------------------ | ------------------------ |

| N. | Naz.              | Ruolo | Nome                                 | Anno | Alt.   | Peso   |  |
| -- | ----------------- | ----- | ------------------------------------ | ---- | ------ | ------ |  |
| 4  | Italia (bandiera) | P     | Davide Virgilio (C)                  | 1972 | 180 cm | 70 kg  |  |
| 6  | Italia (bandiera) | A     | Francesco Berlati                    | 1975 | 201 cm |        |  |
| 7  | Italia (bandiera) | PG    | Stefano Rabaglietti                  | 1983 | 190 cm | 82 kg  |  |
| 8  | Italia (bandiera) | P     | Riccardo Serena                      | 1982 | 181 cm |        |  |
| 10 | Italia (bandiera) | AC    | Stefano Scrocco                      | 1965 | 205 cm |        |  |
| 11 | Italia (bandiera) | C     | Augusto Binelli                      | 1964 | 215 cm | 118 kg |  |
| 12 | Italia (bandiera) | A     | Giampaolo Zamberlan                  | 1962 | 205 cm |        |  |
| 13 | Italia (bandiera) | C     | Lorenzo Di Marcantonio (dal 01/2004) | 1978 | 210 cm | 108 kg |  |
| 14 | Italia (bandiera) | AC    | Diego Zivic                          | 1976 | 198 cm |        |  |
| 15 | Italia (bandiera) | A     | Gaspare Erice                        | 1984 | 192 cm |        |  |
| -  | Italia (bandiera) | P     | Dario Milazzo                        | 1972 | 185 cm |        |  |
| -  | Italia (bandiera) | G     | Edoardo Zinetti                      | 1984 | 190 cm |        |  |

| Allenatore                                                          |
| Tony Trullo                                                         |
| Assistente/i                                                        |
| Flavio Priulla Legenda - (C) Capitano - (IN) Inattivo - Infortunato |

## Mercato

### Sessione estiva
| Arrivi           | Arrivi              | Arrivi         |
| R                | Nome                | da             |
| ---------------- | ------------------- | -------------- |
| A                | Francesco Berlati   | Pall. Vigevano |
| P                | Stefano Rabaglietti | Celana Bergamo |
| C                | Stefano Scrocco     | Virtus Ragusa  |
| A                | Diego Zivic         | Junior Casale  |
| C                | Luciano Saborido    | Atri           |
| Altre operazioni |                     |                |
| R                | Nome                | da             |
| P                | Riccardo Serena     | Reyer Venezia  |
| P                | Dario Milazzo       | Set. giovanile |

| Partenze         | Partenze           | Partenze       |
| R                | Nome               | a              |
| ---------------- | ------------------ | -------------- |
| G                | Paulinho Motta     | N.B. Brindisi  |
| G                | Luca Sottana       | Pall. Treviso  |
| P                | Stefano Marisi     | Orlandina      |
| G                | Marco Caprari      | Orlandina      |
| C                | David Pennisi      | Bendigo Braves |
| C                | Alfredo Passarelli | Virtus Catania |
| C                | Dario André        | Free agent     |
| C                | Mattia Soloperto   | A. Costa Imola |
| Altre operazioni |                    |                |
| R                | Nome               | a              |
| P                | Enzo Mistretta     | Free agent     |

### Operazioni esterne alla sessione
| Arrivi | Arrivi                 | Arrivi       |
| R      | Nome                   | da           |
| ------ | ---------------------- | ------------ |
| C      | Lorenzo Di Marcantonio | Crabs Rimini |

| Partenze | Partenze         | Partenze |
| R        | Nome             | a        |
| -------- | ---------------- | -------- |
| C        | Luciano Saborido | Campli   |

## Risultati

### Campionato

#### Girone di andata
| Trapani 21 settembre 2003 1ª giornata | Basket Trapani | 79 – 69 | Pall. Patti | Palallio (~ spett.) |
| Tony Trullo Allenatori                |                |         |             |                     |
|                                       |                |         |             |                     |
| Tony Trullo                           | Allenatori     |         |             |                     |

| Siena 28 settembre 2003 2ª giornata   | Virtus Siena | 76 – 63     | Basket Trapani | PalaPerucatti (~ spett.) |
| Federico Danna Allenatori Tony Trullo |              |             |                |                          |
|                                       |              |             |                |                          |
| Federico Danna                        | Allenatori   | Tony Trullo |                |                          |

| Trapani 5 ottobre 2003 3ª giornata | Basket Trapani | 87 – 59 | Stamura Ancona | Palallio (~ spett.) |
| Tony Trullo Allenatori             |                |         |                |                     |
|                                    |                |         |                |                     |
| Tony Trullo                        | Allenatori     |         |                |                     |

| Campli 12 ottobre 2003 4ª giornata        | Campli     | 73 – 91     | Basket Trapani | Palaborgognoni (~ spett.) |
| Giovanni Putignano Allenatori Tony Trullo |            |             |                |                           |
|                                           |            |             |                |                           |
| Giovanni Putignano                        | Allenatori | Tony Trullo |                |                           |

| Trapani 19 ottobre 2003 5ª giornata  | Basket Trapani | 84 – 70       | Santa Croce Olbia | Palallio (~ spett.) |
| Tony Trullo Allenatori Andrea Carosi |                |               |                   |                     |
|                                      |                |               |                   |                     |
| Tony Trullo                          | Allenatori     | Andrea Carosi |                   |                     |

| Caserta 26 ottobre 2003 6ª giornata    | Juvecaserta | 80 – 82     | Basket Trapani | PalaMaggiò (~ spett.) |
| Giancarlo Sacco Allenatori Tony Trullo |             |             |                |                       |
|                                        |             |             |                |                       |
| Giancarlo Sacco                        | Allenatori  | Tony Trullo |                |                       |

| Trapani 2 novembre 2003 7ª giornata      | Basket Trapani | 84 – 85           | Falco Pesaro | Palallio (~ spett.) |
| Tony Trullo Allenatori Franco Cinciarini |                |                   |              |                     |
|                                          |                |                   |              |                     |
| Tony Trullo                              | Allenatori     | Franco Cinciarini |              |                     |

| Veroli 8 novembre 2003 8ª giornata | Veroli Basket | 80 – 72     | Basket Trapani | PalaCoccia (~ spett.) |
| Allenatori Tony Trullo             |               |             |                |                       |
|                                    |               |             |                |                       |
|                                    | Allenatori    | Tony Trullo |                |                       |

| Trapani 16 novembre 2003 9ª giornata       | Basket Trapani | 84 – 69             | Atri | Palallio (~ spett.) |
| Tony Trullo Allenatori Domenico Sorgentone |                |                     |      |                     |
|                                            |                |                     |      |                     |
| Tony Trullo                                | Allenatori     | Domenico Sorgentone |      |                     |

| Pistoia 23 novembre 2003 10ª giornata  | Pistoia Basket | 58 – 76     | Basket Trapani | PalaCarrara (~ spett.) |
| Giovanni Papini Allenatori Tony Trullo |                |             |                |                        |
|                                        |                |             |                |                        |
| Giovanni Papini                        | Allenatori     | Tony Trullo |                |                        |

| Trapani 26 novembre 2003 11ª giornata    | Basket Trapani | 83 – 70           | Orlandina | Palallio (~ spett.) |
| Tony Trullo Allenatori Federico Pasquini |                |                   |           |                     |
|                                          |                |                   |           |                     |
| Tony Trullo                              | Allenatori     | Federico Pasquini |           |                     |

| Latina 30 novembre 2003 12ª giornata | Latina Basket | 69 – 96     | Basket Trapani | PalaBianchini (~ spett.) |
| Allenatori Tony Trullo               |               |             |                |                          |
|                                      |               |             |                |                          |
|                                      | Allenatori    | Tony Trullo |                |                          |

| Trapani 7 dicembre 2003 13ª giornata | Basket Trapani | 87 – 68       | Pall. Firenze | Palallio (~ spett.) |
| Tony Trullo Allenatori Lapo Salvetti |                |               |               |                     |
|                                      |                |               |               |                     |
| Tony Trullo                          | Allenatori     | Lapo Salvetti |               |                     |

| Trapani 12 dicembre 2003 14ª giornata | Basket Trapani | 104 – 97      | Nuova A.M.G. Sebastiani Basket Rieti | Palallio (~ spett.) |
| Tony Trullo Allenatori Maurizio Lasi  |                |               |                                      |                     |
|                                       |                |               |                                      |                     |
| Tony Trullo                           | Allenatori     | Maurizio Lasi |                                      |                     |

| Montegranaro 21 dicembre 2003 15ª giornata | Sutor Montegranaro | 77 – 63     | Basket Trapani | Palazzetto dello sport (~ spett.) |
| Stefano Pillastrini Allenatori Tony Trullo |                    |             |                |                                   |
|                                            |                    |             |                |                                   |
| Stefano Pillastrini                        | Allenatori         | Tony Trullo |                |                                   |

#### Girone di ritorno
| Patti 4 gennaio 2004 16ª giornata | Pall. Patti | 76 – 70     | Basket Trapani | Palasport di Case Nuove Russo (~ spett.) |
| Allenatori Tony Trullo            |             |             |                |                                          |
|                                   |             |             |                |                                          |
|                                   | Allenatori  | Tony Trullo |                |                                          |

| Trapani 11 gennaio 2004 17ª giornata         | Basket Trapani | 83 – 56               | Virtus Siena | Palallio (~ spett.) |
| Tony Trullo Allenatori Massimiliano Giannoni |                |                       |              |                     |
|                                              |                |                       |              |                     |
| Tony Trullo                                  | Allenatori     | Massimiliano Giannoni |              |                     |

| Ancona 17 gennaio 2004 18ª giornata | Stamura Ancona | 65 – 81     | Basket Trapani | PalaRossini (~ spett.) |
| Allenatori Tony Trullo              |                |             |                |                        |
|                                     |                |             |                |                        |
|                                     | Allenatori     | Tony Trullo |                |                        |

| Trapani 25 gennaio 2004 19ª giornata      | Basket Trapani | 86 – 83            | Campli | Palallio (~ spett.) |
| Tony Trullo Allenatori Giovanni Putignano |                |                    |        |                     |
|                                           |                |                    |        |                     |
| Tony Trullo                               | Allenatori     | Giovanni Putignano |        |                     |

| Olbia 31 gennaio 2004 20ª giornata   | Santa Croce Olbia | 75 – 76     | Basket Trapani | Palazzo dello Sport (~ spett.) |
| Andrea Carosi Allenatori Tony Trullo |                   |             |                |                                |
|                                      |                   |             |                |                                |
| Andrea Carosi                        | Allenatori        | Tony Trullo |                |                                |

| Trapani 8 febbraio 2004 21ª giornata    | Basket Trapani | 112 – 108 (d.t.s.) | Juvecaserta | Palallio (~ spett.) |
| Tony Trullo Allenatori Massimo Bernardi |                |                    |             |                     |
|                                         |                |                    |             |                     |
| Tony Trullo                             | Allenatori     | Massimo Bernardi   |             |                     |

| Pesaro 13 febbraio 2004 22ª giornata     | Falco Pesaro | 65 – 78     | Basket Trapani | (~ spett.) |
| Franco Cinciarini Allenatori Tony Trullo |              |             |                |            |
|                                          |              |             |                |            |
| Franco Cinciarini                        | Allenatori   | Tony Trullo |                |            |

| Trapani 22 febbraio 2004 23ª giornata | Basket Trapani | 89 – 76 | Veroli Basket | Palallio (~ spett.) |
| Tony Trullo Allenatori                |                |         |               |                     |
|                                       |                |         |               |                     |
| Tony Trullo                           | Allenatori     |         |               |                     |

| Atri 28 febbraio 2004 24ª giornata         | Atri       | 67 – 69     | Basket Trapani | PalaPompea (~ spett.) |
| Domenico Sorgentone Allenatori Tony Trullo |            |             |                |                       |
|                                            |            |             |                |                       |
| Domenico Sorgentone                        | Allenatori | Tony Trullo |                |                       |

| Trapani 7 marzo 2004 25ª giornata      | Basket Trapani | 76 – 67         | Pistoia Basket | Palallio (~ spett.) |
| Tony Trullo Allenatori Giovanni Papini |                |                 |                |                     |
|                                        |                |                 |                |                     |
| Tony Trullo                            | Allenatori     | Giovanni Papini |                |                     |

| Capo d'Orlando 14 marzo 2004 26ª giornata    | Orlandina  | 67 – 70     | Basket Trapani | PalaFantozzi (~ spett.) |
| Francesco Ponticiello Allenatori Tony Trullo |            |             |                |                         |
|                                              |            |             |                |                         |
| Francesco Ponticiello                        | Allenatori | Tony Trullo |                |                         |

| Trapani 20 marzo 2004 27ª giornata | Basket Trapani | 75 – 85 | Latina Basket | Palallio (~ spett.) |
| Tony Trullo Allenatori             |                |         |               |                     |
|                                    |                |         |               |                     |
| Tony Trullo                        | Allenatori     |         |               |                     |

| Firenze 28 marzo 2004 28ª giornata   | Pall. Firenze | 83 – 93     | Basket Trapani | Palasport (~ spett.) |
| Roberto Russo Allenatori Tony Trullo |               |             |                |                      |
|                                      |               |             |                |                      |
| Roberto Russo                        | Allenatori    | Tony Trullo |                |                      |

| Rieti 3 aprile 2004 29ª giornata     | Nuova A.M.G. Sebastiani Basket Rieti | 104 – 86    | Basket Trapani | Palaloniano (~ spett.) |
| Maurizio Lasi Allenatori Tony Trullo |                                      |             |                |                        |
|                                      |                                      |             |                |                        |
| Maurizio Lasi                        | Allenatori                           | Tony Trullo |                |                        |

| Arbitri: | Auriemma (Napoli) De Falco (Napoli) |

|             |            |                     |
| Berlati 15  | Punti      | 17 Calbini          |
| Tony Trullo | Allenatori | Stefano Pillastrini |

#### Play-off

##### Quarti di finale
| Arbitri: | Caiazza Giovanrosa |

|                           |            |                  |
| Virgilio, Scrocco 16      | Punti      | 12 Rosselli      |
| Binelli, Scrocco, Zivic 5 | Rimbalzi   | 11 Toppo         |
| Tony Trullo               | Allenatori | Marcello Billeri |

| Arbitri: | Marco Sivieri (Vigarano Mainarda) Roberto Pinto (Castelfranco Veneto) |

|                  |            |             |
| Gueje 23         | Punti      | 25 Scrocco  |
| Marcello Billeri | Allenatori | Tony Trullo |

- Esito:

Trapani  vince la serie per 2 a 0

##### Semifinale
| Trapani 8 maggio 2004 gara 1         | Basket Trapani | 83 – 69       | Blu Treviglio | Palallio (~ spett.) |
| Tony Trullo Allenatori Cesare Ciocca |                |               |               |                     |
|                                      |                |               |               |                     |
| Tony Trullo                          | Allenatori     | Cesare Ciocca |               |                     |

| Arbitri: | Corrado Federici (Roma) Gabriele Bettini (Casalecchio di Reno) |

|               |            |             |
| Cesare Ciocca | Allenatori | Tony Trullo |

- Esito:

Trapani  vince la serie per 2 a 0

##### Finale
| Arbitri: | Paolo Bertelli (Genova) Eduardo Ciano (Cucigliana) |

|                 |            |             |
| Causin 20       | Punti      | 15 Binelli  |
| Romeo Sacchetti | Allenatori | Tony Trullo |

| Trapani 26 maggio 2004 gara 2                             | Basket Trapani | 81 – 68 (22-23; 44-45; 61-57) | Castelletto Ticino | Palallio (~ spett.) |
| Punti 23 Cazzaniga Tony Trullo Allenatori Romeo Sacchetti |                |                               |                    |                     |
|                                                           |                |                               |                    |                     |
|                                                           | Punti          | 23 Cazzaniga                  |                    |                     |
| Tony Trullo                                               | Allenatori     | Romeo Sacchetti               |                    |                     |

| Arbitri: | Corrado Federici (Roma) Gianluca Calbucci (Pomezia) |

|                 |            |             |
| Romeo Sacchetti | Allenatori | Tony Trullo |

- Esito:

Castelletto Ticino vince la serie per 2 a 1

##### Finale spareggio
| Arbitri: | Weidmann (Campobasso) Barni (Conegliano) |

|               |            |             |
| Fazzi 19      | Punti      | 17 Scrocco  |
| Maurizio Lasi | Allenatori | Tony Trullo |

| Arbitri: | Auriemma Perretti |

|             |            |               |
| Virgilio 22 | Punti      | 21 Laezza     |
| Tony Trullo | Allenatori | Maurizio Lasi |

| Rieti 12 giugno 2004, ore 20:30 gara 3                                | Nuova A.M.G. Sebastiani Basket Rieti | 75 – 66     | Basket Trapani | Palaloniano (~ spett.) |
| Feliciangeli 21 Punti 17 Binelli Maurizio Lasi Allenatori Tony Trullo |                                      |             |                |                        |
|                                                                       |                                      |             |                |                        |
| Feliciangeli 21                                                       | Punti                                | 17 Binelli  |                |                        |
| Maurizio Lasi                                                         | Allenatori                           | Tony Trullo |                |                        |

- Esito:

Rieti vince la serie per 2 a 1